# Palmkernölspeicher

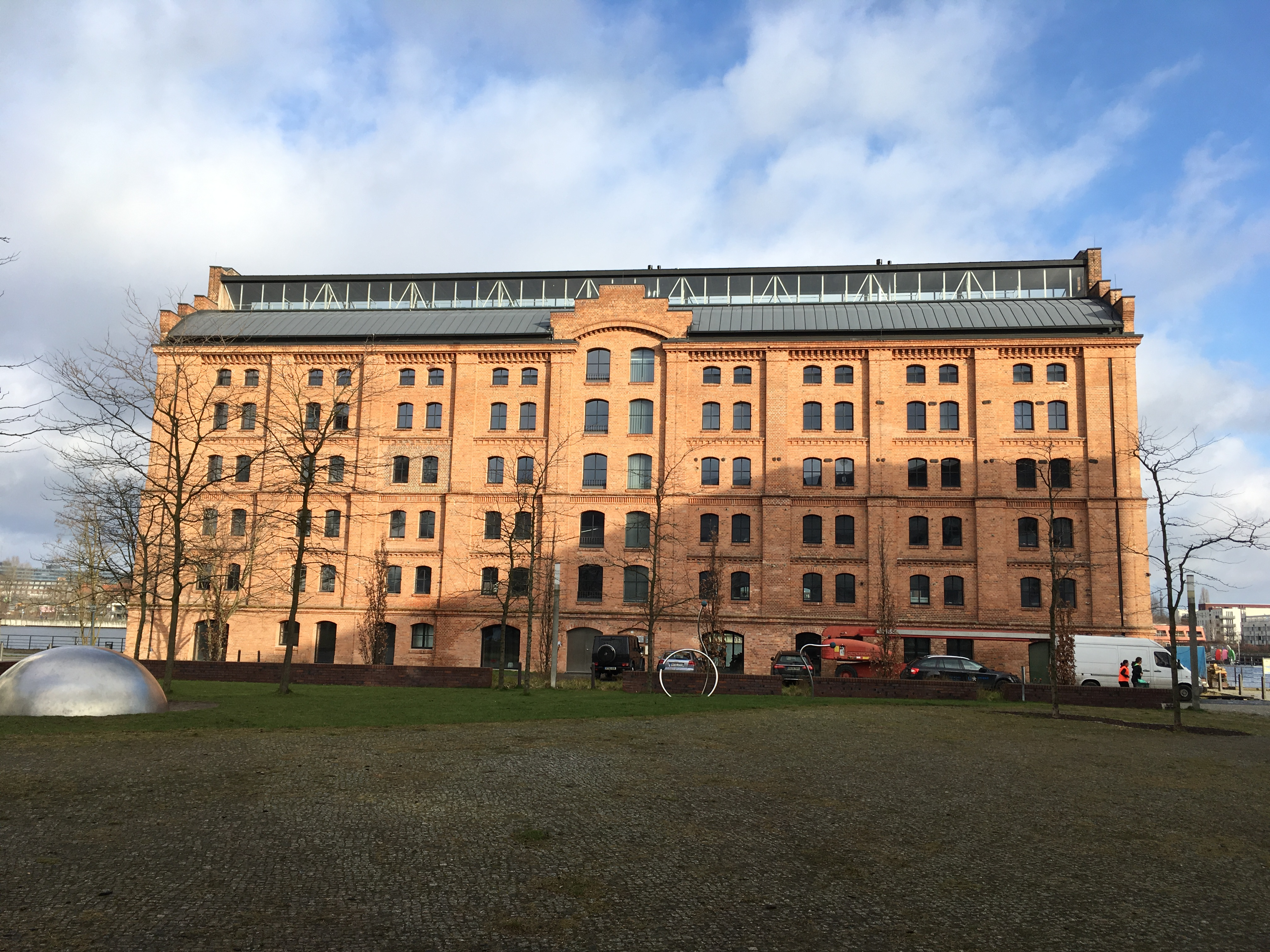
Palmkernölspeicher 2018

Der Palmkernölspeicher in Berlin-Stralau der Firma Rengert und Co. ist neben den Überresten des Glaswerks und dem Flaschenturm der Engelhardt-Brauerei eines der letzten Industriedenkmäler der Halbinsel Stralau.
Er steht im nördlichen Teil Stralaus direkt am Ufer des Rummelsburger Sees und wurde sowohl als Fabrik als auch als Speicher genutzt. Er ist im Jahr 2018 das einzige erhaltene Gebäude der Fabrikanlage der ehemaligen Palmkernöl- und Schwefelkohlenstoffabrik Rengert und Co.

## Geschichte

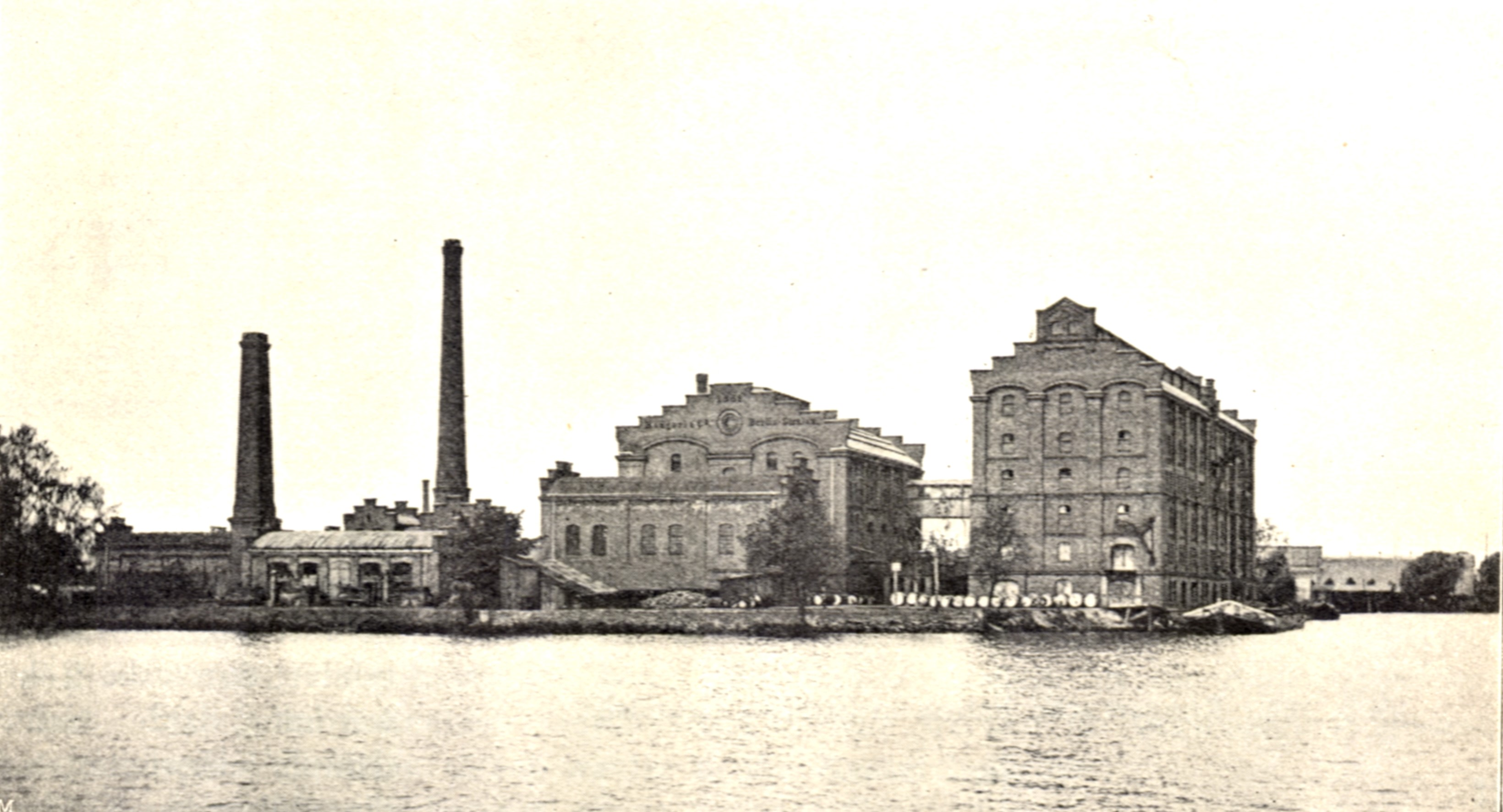
Ansicht um 1890

Die ehemalige Palmkernöl- und Schwefelkohlenstoffabrik Rengert und Co. wurde 1881 errichtet und war einer der ältesten Industriebetriebe auf Stralau. Die Fabrik diente der Gewinnung von Pflanzenöl aus Palmkernen und weiteren ölhaltigen Samen und Früchten, die besonders für die Herstellung von Margarine von Bedeutung war. Die Rohstoffe wurden aus den ehemaligen deutschen Kolonien in Westafrika importiert. Der in einem weiteren Gebäude gewonnene Schwefelkohlenstoff wurde sowohl für den eigenen Bedarf verwendet als auch an den Handel weitergegeben.

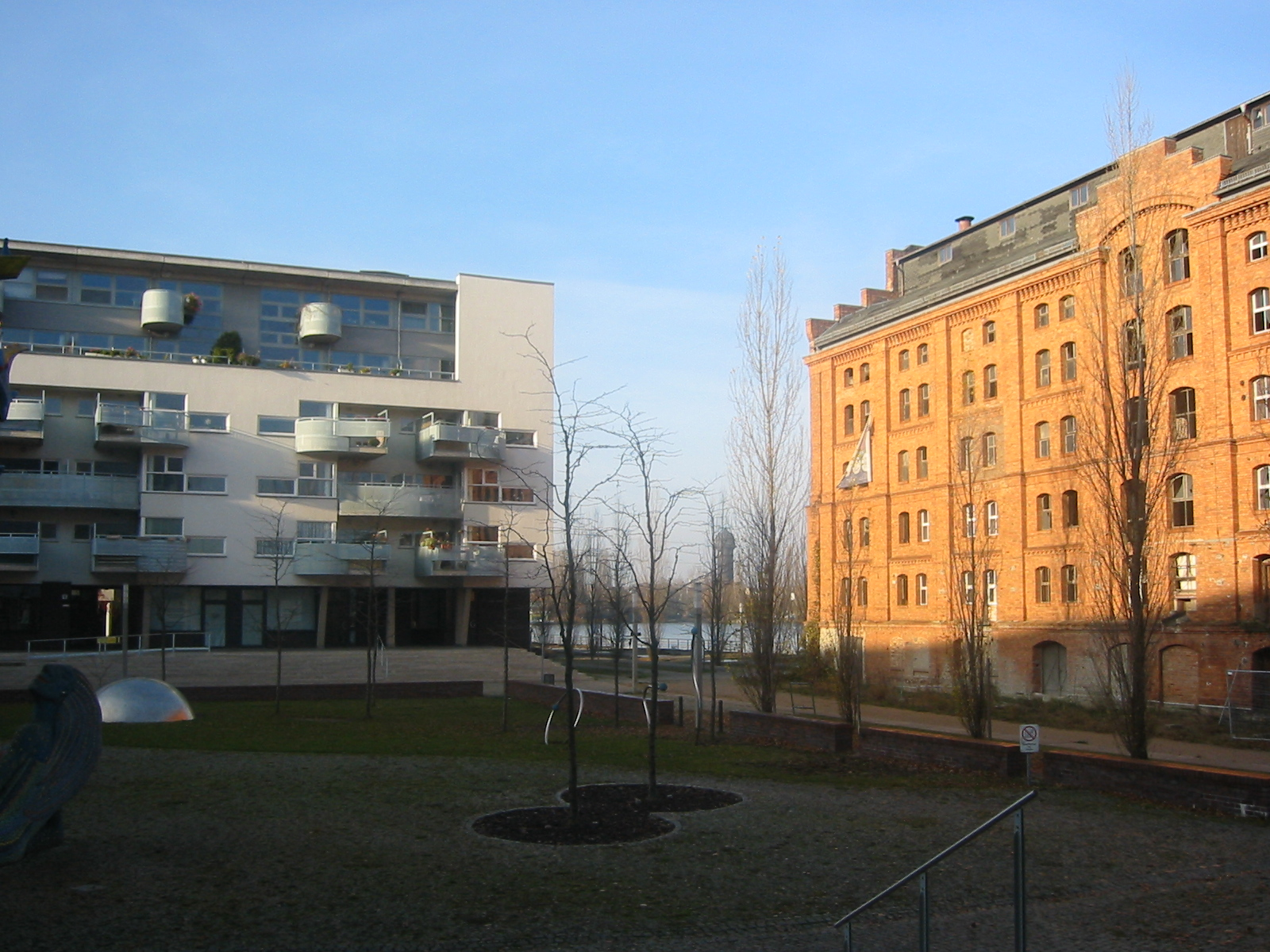
Der Speicher gegenüber dem Neubau

Nachdem die Firma wegen neuer Technologieentwicklungen bereits 1899 Konkurs anmeldete, wurde das Gebäude des Öfteren verkauft und ging 1921 in den Besitz der Viktoriamühle über. Seitdem wurde es bis 1989 als Mühle und bis 1990 als Getreidespeicher und Tierfutterproduktionsstätte genutzt. Der Speicher überstand als einziger von dreien auf der Halbinsel den Zweiten Weltkrieg. 1945 wurde er an die Berliner Osthafenmühlen verkauft.

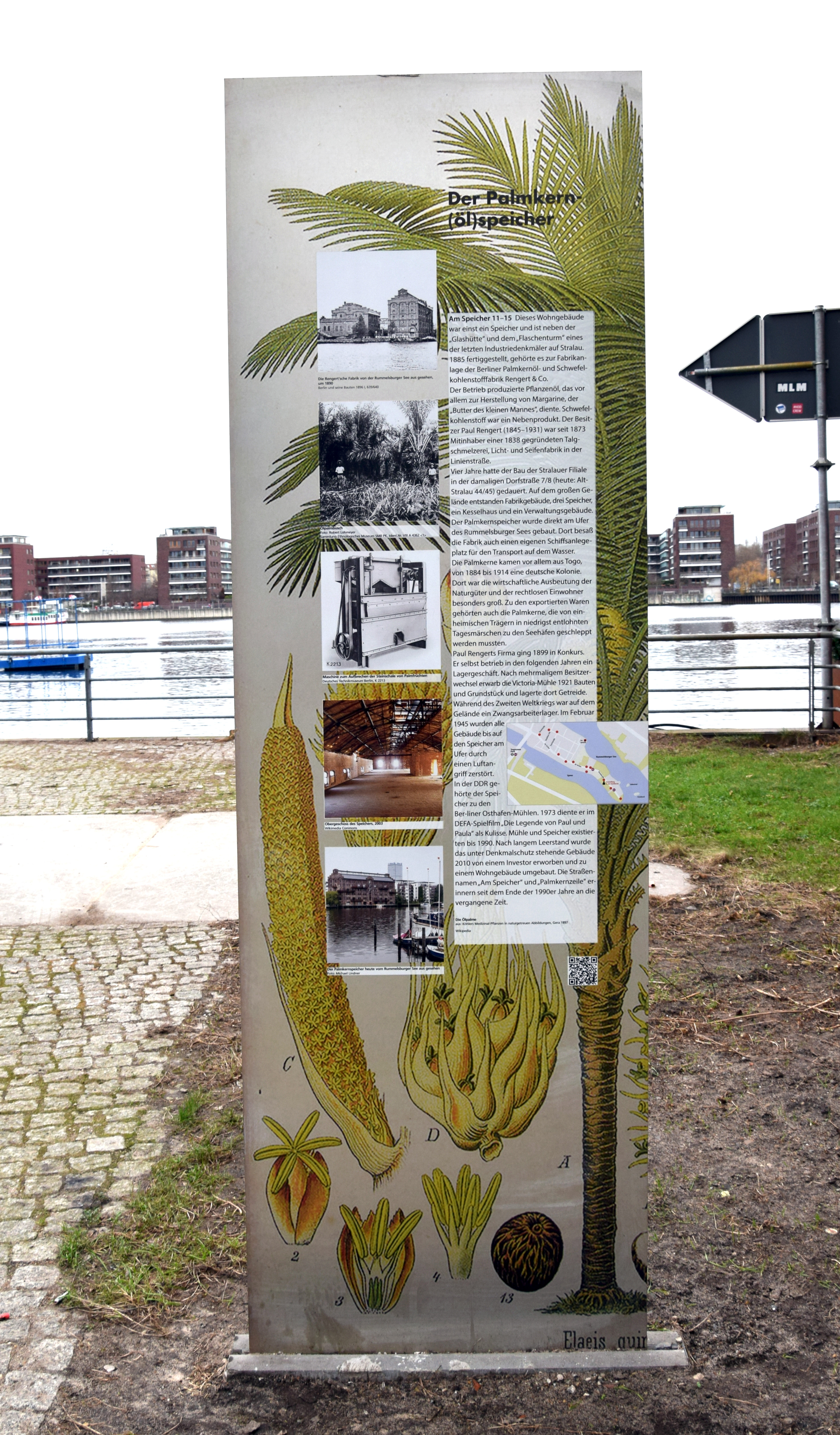
Gedenktafel neben dem Gebäude

In den 1990er-Jahren baute der niederländische Architekt Herman Hertzberger in Kooperation mit seiner Berliner Kontaktarchitektin Inken Baller westlich des Speichers eine Wohnanlage, die sich gegenüberstehend viertelkreisförmig um den Palmkernölspeicher legt und einen starken Kontrast zu dem alten Industriegebäude bildet. Der in der Nähe liegende ehemalige Privatweg mit dem Verlauf von den Straßen Am Speicher und Fischzug über die Bahrfeldtstraße wurde am 15. Juli 1999 in Palmkernzeile benannt.
Der Speicher selbst stand bis 2007 leer und war ungenutzt. Von der Speicher Stralau GmbH sollte der Palmkernölspeicher mit 24 exklusiven Eigentumsloftwohnungen ausgestattet werden. Der Ausbau wurde jedoch bis auf die Neudeckung des Daches und die Reinigung der Fassade mehrmals verschoben. Im Herbst 2010 erwarb der irische Investor Glenn Pearson mit seiner Firma Lakestar Investment den Palmkernölspeicher von einem russischen Vorbesitzer. Nach einer Sanierung entstanden fünf Wohneinheiten mit einer Größe zwischen 190 und 550 Quadratmetern.

## Architektur
Der sechsgeschossige Bau mit einer Länge von 50 Metern wurde 1883–1885 von dem Berliner Baumeister Albert Biebendt erbaut und gilt als typischer Industriebau des Historismus. Zu dem Gebäude gehörte auch ein eigener Schiffsanlegeplatz, der im Jahr 2018 noch existiert und überwiegend von Anglern genutzt wird.
Die Wandflächen, bestehend aus roten Verblendziegeln, sind vertikal durch Pilaster und horizontal durch Stockwerkgesimse gegliedert. Bezeichnend für die Funktion als Lagerhaus ist die vergleichsweise niedrige Geschosshöhe. Getragen wird der Bau von zwei Reihen durchlaufender Stahlstützen im Inneren. Sie sind hohl und wurden zudem ursprünglich als Rohrleitungen genutzt. Das Dach ist mit einem Zwerchgiebel ausgestattet. Bemerkenswert sind zudem die schmiedeeiserne Treppe aus der Entstehungszeit und ein Walzenstuhl aus den 1920er Jahren.